# 108 (число)
108 (Сто ві́сім) — натуральне число між 107 та 109.

## У математиці
- Гіперфакторіал числа 3: {\displaystyle 1^{1}\times 2^{2}\times 3^{3}}
- Внутрішній кут правильного п'ятикутника у градусах.
- Входить в дискримінант у формулі Кардано, що використовується для вирішення кубічних рівнянь.

## У науці
- Атомний номер Гасій

## У релігії
- Сакральне число в буддизмі:
  - Канг'юр (Канджур, Гандхур), збірка висловлювань Будди, складається зі 108 томів;
  - Буддійські чотки мають 108 намистин;
  - 108 пристрастей — базуються на тому, що у людини є п'ять видів відчуттів через органи чуття, плюс свідомість. Кожен з цих шляхів усвідомлення навколишнього світу включає в себе по три відчуття з чуттєвого досвіду — приємне, неприємне і нейтральне. Разом — 18 = (5+1)*3. Подвоїмо це число тим, що кожне з цих відчуттів або веде до блаженства, або, навпаки, відштовхує від нього. Отримуємо число 36. Але й оскільки цей досвід існує в минулому, сьогоденні та майбутньому, множимо 36 на 3. Разом, (5+1)*3*2*3 = 108 пристрастей.[1]
  - 108 Простягання покаяння[2]
  - Особливі властивості приписуються через можливість подання 108 в вигляді трикутника (108 виходить як добуток (Див. «гіперфакторіал» вище) чисел):

|   |   | 1 |   |   |
|   | 2 |   | 2 |   |
| 3 |   | 3 |   | 3 |

- Сакральне число в індуїзмі:
  - 108 імен Шиви

- - 108 імен Вішну
  - 108 — загальне число гопи Вріндаван
  - 108 — число намистин в чотках- Малах, що використовуються для повторення мантр
- 108 блаженних мучеників польських

## В інших областях
- 18 квітня (108 день року)
- 108 рік, 108 до н. е.
- ASCII-код символу «l»
- 108 — кількість хвилин, протягом яких тривав перший політ людини в космос
- 108° — внутрішній кут у правильному п'ятикутнику